# Real Instituto de la Cultura Amazig
El Instituto Real de la Cultura Amazig o IRCAM (en amazig: ⴰⵙⵉⵏⴰⴳ ⴰⴳⴻⵍⴷⴰⵏ ⵏ ⵜⵓⵙⵙⵏⴰ ⵜⴰⵎⴰⵣⵉⵖⵜ;Asinag Ageldan n Tussna Tamazight) es un consejo consultivo e instituto académico estatal de Marruecos que tiene como objetivo asesorar al Rey en materia de protección y promoción de la cultura amazig y el desarrollo de la lengua tamazigh.
El IRCAM, con sede en Rabat, fue fundado por el dahir (RD) no 1-01-299 del 17 de octubre de 2001 y anunciado el mismo día por el rey Mohammed VI en su discurso de Ajdir.

## Contexto de creación
El ascenso al trono de Mohamed VI vino acompañado de un nuevo discurso, expresado a su vez en diversos gestos, en el que se conjugaba la sensibilidad diferente del nuevo monarca con la anunciación de un nuevo tiempo en el devenir político de Marruecos. En esta política de gestos destacó la apertura, casi inmediata, de diversos dosieres. Entre ellos, el relacionado con las reivindicaciones del movimiento amazig, cuyo activismo había experimentado una significativa maduración en la década anterior y un renovado impulso con la publicación del Manifiesto Amazig en el año 2000.
Para contrarrestar el dinamismo que el movimiento amazig estaba alcanzando, el nuevo monarca recurrió a un método que su padre, Hassan II, ya había utilizado especialmente en los últimos años de su reinado. Esto es, la constitución de instituciones para-estatales, directamente controladas por el monarca, con una función de cooptación o retribución y creadas para la gestión ad hoc de determinados ámbitos de la vida político-social marroquí. Mediante este tipo de instituciones, la monarquía alauita se apropia de aquellas reivindicaciones cuyo dinamismo y desarrollo pudieran llegar a desestabilizar el sistema político. En esta estrategia resulta fundamental la cooptación de figuras de reconocido prestigio pero que mantengan una posición de residencia relativa, a fin de que contribuyan a desactivar las demandas de los sectores más radicales, así como dotar de legitimidad la acción del Estado y la función arbitral del Majzén.
La cuestión amazig durante el reinado de Mohamed VI arranca con la promulgación de la Carta Nacional de la Educación y la Formación en 1999, en la que se hacía referencia al tamazigh pero no se definía su estatus sociolingüístico y su enseñanza se reducía a servir de instrumento de apoyo del aprendizaje de la lengua árabe. No obstante, el punto de inflexión que marca una nueva época en la política oficial majzen hacia la cuestión amazig será el discurso real del año 2001, ratificado tres meses después con el discurso del 17 de octubre en Ajdir en el que se reconocía la amazigidad como un componente más de la identidad marroquí y en el que se asume como una responsabilidad nacional su preservación y promoción de la cultura nacional. El discurso tuvo una buena acogida entre algunos sectores del activismo amazig, entre los que se encontraba Mohamed Chafik, quien terminará siendo nombrado un año después Rector del Instituto Real de Cultura Amazig (IRCAM), cuya creación se anuncia en el mismo discurso.
El nuevo IRCAM, que terminó asumiendo incluso el apelativo de "Real", ha estado sometido desde el principio por una estrecha supervisión por el entorno más próximo del monarca. De hecho, la preparación del Dahir de la creación del IRCAM fue redactado por una comisión creada por el monarca de la que formaban parte -además de Mohamed Chafik-: Abdelaziz Meziane Bel Elkih, consejero del Rey; Mohamed Rochi Chraibi, Director del Gabinete; Hassan Aourid, portavoz del Palacio Real; y, Abdelouhab Benmansour, historiador del Reino.

#### Funciones
La función principal del IRCAM es asesorar al monarca en materia de preservación y promoción de la cultura amazig en todas sus manifestaciones, así como, en colaboración con otras autoridades e instituciones públicas, contribuir a la introducción del tamazigh en el sistema educativo marroquí y la promoción de la cultura amazig en la esfera social, cultural y mediática del país, tanto a nivel nacional como regional y local. Para el cumplimiento de estas funciones generales, tiene encomendadas el desarrollo de las siguientes tareas: 
- Reunión, transcripción, protección y difusión de toda expresión de la cultura amazig.
- Llevar a cabo, promover y difundir investigaciones y estudios sobre la cultura amazig.
- Promover la creación artística en la cultura amazig.
- En coherencia y colaboración con el sistema educativo marroquí, llevar a cabo estudios lingüísticos para facilitar la enseñanza en amazig mediante: por un lado, la elaboración de materiales didácticos y diccionarios especializados; y, por otro lado, el desarrollo de planes de acción educativa tanto a nivel general como mediante programas específicos centrados en particularidades locales y regionales.
- Contribuir al desarrollo de la capacitación profesional del profesorado encargado de la enseñanza del amazig y de los empelados públicos que deban usarlo o tengan interés en su aprendizaje.
- Colaborar con las universidades en la organización de centros de investigación y desarrollo de la lengua y la cultura amazig.
- Fomentar la presencia del amazig en los espacios de comunicación e información.
- Tejer relaciones de cooperación con otras instituciones, nacionales e internacionales, que persigan objetivos similares.

#### Estructura
El IRCAM cuenta con una estructura compleja, organizada en tres órganos de dirección, entre los que destaca el Rectorado - encargados de la representación y la definición de las líneas de acción del IRCAM, de los que dependen los departamentos administrativos, los centros de investigación del Instituto y las comisiones.
- La Junta Directiva: es un órgano colegiado, sin ninguna capacidad de decisión, que cuenta con funciones eminentemente deliberativas sobre el funcionamiento del IRCAM, su personal y presupuesto. La Junta directiva se reúne en sesiones ordinarias, dos veces al año y, extraordinarias, a propuesta del monarca, el rector o dos terceras partes de sus miembros. Está compuesta por el Rector, que ostenta la presidencia, y hasta cuarenta miembros procedentes tanto de los ministerios e instituciones académicas del país como intelectuales y élites del tejido asociativo amazig. Entre ellos:
  - Cinco miembros en representación de los ministerios del Interior, Educación Superior, Educación Nacional, Cultura y Comunicación.
  - Un representante de las universidades del país, con calidad de rector, nombrado por el Rey a propuesta del Ministro de Educación Superior.
  - Un representante de las Academias Regionales de Educación y Capacitación, con calidad de director, nombrado por el Rey a propuesta del Ministro de Educación.
  - El secretario general. Su presencia en la Junta directiva se limita a la preparación de los trabajos objeto de la reuniones.

- Rectorado. El Rector, nombrado directamente por el monarca, es la principal figura del IRCAM. Entre sus funciones destacan:
  - La dirección y representación del Instituto
  - Propone a los demás miembros de la Junta directiva que son nombrados por el Rey por periodos de cuatro años, renovables una vez
  - Elaborar el reglamento de funcionamiento interno del Instituto, que debe ser supervisado por la Junta y aprobado por el rey.
  - Establecer relaciones de cooperación con otras instituciones
  - Nombrar y contratar al personal del IRCAM
  - Autorizar los gastos e ingresos del IRCAM
  - Elevar un informe anual al monarca sobre las actividades de Instituto que incluya las acciones llevadas al cabo en el año anterior y los programas previstos para el próximo.
  - De él depende la Secretaría General, de la que a su vez cuelgan los diferentes departamentos y comisiones de carácter administrativos.

- Departamentos administrativos: 
  - Departamento de recursos humanos, asuntos generales y jurídicos
  - Departamento de asuntos económicos y materiales
  - Departamento de comunicación
  - Departamento de auditoría interna y control de gestión

- Estructura académica. Está compuesta por siete centros de investigación dedicados a la normalización de los estudios amaziges en diferentes disciplinas: 
  - Centro de normalización lingüística
  - Centro de investigación didáctica y de programas pedagógicos
  - Centro de estudios históricos y medioambientales
  - Centro de estudios antropológicos
  - Centro de estudios artísticos, expresiones literarias y de la producción audiovisual
  - Centro de la traducción, de la documentación, de la edición y de la comunicación
  - Centro de estudios informáticos y de sistemas de información y de la comunicación.

- Comisiones. Pueden tener carácter permanente, provisional, sectorial, científico o administrativo. Entre ellas destacan: 
  - Comisión de asuntos financieros, administrativos y presupuestarios
  - La comisión de asuntos culturales, científicas, pedagógicas y de comunicación.

#### Luces y sombras
En su corta trayectoria, el IRCAM ha merecido un reconocimiento generalizado por su actividad académica, particularmente por su labor en materia editorial y en el fomento de la investigación y difusión de la cultura amazig. Igualmente, su capacidad presupuestaria ha servido para financiar la actividad de multitud de asociaciones, lo que ha permitido el desarrollo de numerosas iniciativas culturales, así como la organización de coloquios sobre patrimonio cultural y desarrollo local. Asimismo, bajo el impulso del IRCAM también se puso en marcha el octavo canal de la televisión marroquí (Tamazigh TV). Sin embargo, también ha sido objeto de acaloradas críticas.
Los primeros años del IRCAM se concentraron en la introducción del tamazigh en la educación pública. Para ello, debió abordar aspectos vinculados la normalización lingüística, la preparación de materiales didácticos y la formación del profesorado. Esta tarea constituyó el primer gran escollo de la labor del IRCAM, especialmente en lo relativo a la adopción del alfabeto.  
Antes de la creación del IRCAM, diversas asociaciones amazigies, tanto nacionales como internacionales, ya habían avanzado en materia de normalización lingüística realizando además diferentes propuestas.  Es el caso de la Academia Bereber de París que en los años setenta del siglo XX ya adoptó el tifinagh a la lengua cabil dando lugar al llamado neo-tifinagh. Por otro lado, la AMREC decidió optar por la grafía árabe para la transcripción del talchelhit, mientras que en el Rif se empleaba indistintamente el alfabeto árabe y latino. De esta manera, no es de extrañar que la elección del sistema gráfico por parte del IRCAM se viera envuelto en una fuerte polémica, tanto en el interior como en el exterior del Instituto. 
Mientras que la posición más extendida dentro del movimiento amazig era la de tomar el alfabeto latino, algunos sectores islamistas presionaron en contra pues no concebían otra posibilidad que la adopción del árabe. Dentro del IRCAM, aunque la mayor parte de las posturas se mostraban más proclives a la adopción del alfabeto latino, la falta de consenso hizo que la decisión final se pusiera en manos del Rey que decidió finalmente que el sistema de escritura para el tamazigh fuese el tifinagh, pese a ser la opción que contaba con menos apoyos. 
En cuanto a la introducción de la lengua amazig en el sistema educativo, que comenzó en septiembre de 2003, el IRCAM se encargó de la preparación de los materiales didácticos, además de ofrecer cursos de dos semanas de duración a los docentes encargados de impartirlo. Sin embargo, los resultados en este sentido no se ajustan a las funciones y expectativas depositadas en el IRCAM. Si bien es cierto, en este sentido, las dificultades y lentitud del Ministerio Nacional de Educación de Marruecos, el otro gran actor involucrado, parecen ser la principal causa de este fracaso.
Por otro lado, una parte considerable del movimiento cultural amazig critica la falta de libertad y autonomía del Instituto debido a su dependencia palaciega y considera que su creación se debe fundamentalmente a una voluntad del majzen de frenar la fortaleza del movimiento amazig, fomentar la división interna del movimiento y controlar su actividad. De hecho, uno de los efectos más palpables de la creación del ICRAM en el activismo amazig ha sido dividir el movimiento entre aquellas asociaciones que trabajan y colaboran con el Instituto y aquellas otras que han adoptado una posición de rechazo e incluso confrontación directa. Como episodio más significativo del malestar con la labor desempeñada por el IRCAM destacan las dimisiones de siete miembros de la Junta al considerar que permanecía sin efecto palpable la realidad cotidiana de la amaziguidad debido a la falta de compromiso del ministerio de Educación, la pobre presencia del tamazigh en los medios de comunicación y la ausencia de planes de formación para los empleados públicos.